# Érguete
Érguete es una entidad sin ánimo de lucro con sede en la ciudad de Vigo, que surgió en 1984 cómo iniciativa de un grupo de madres, lideradas por Carmen Avendaño, que tenían en común la drogodependencia de algunos de sus hijos o hijas.
La asociación se legalizó en 1985 y su lucha se centró en la denuncia del narcotráfico y la demanda de recursos profesionales, públicos y de tratamiento de la drogodependencia.

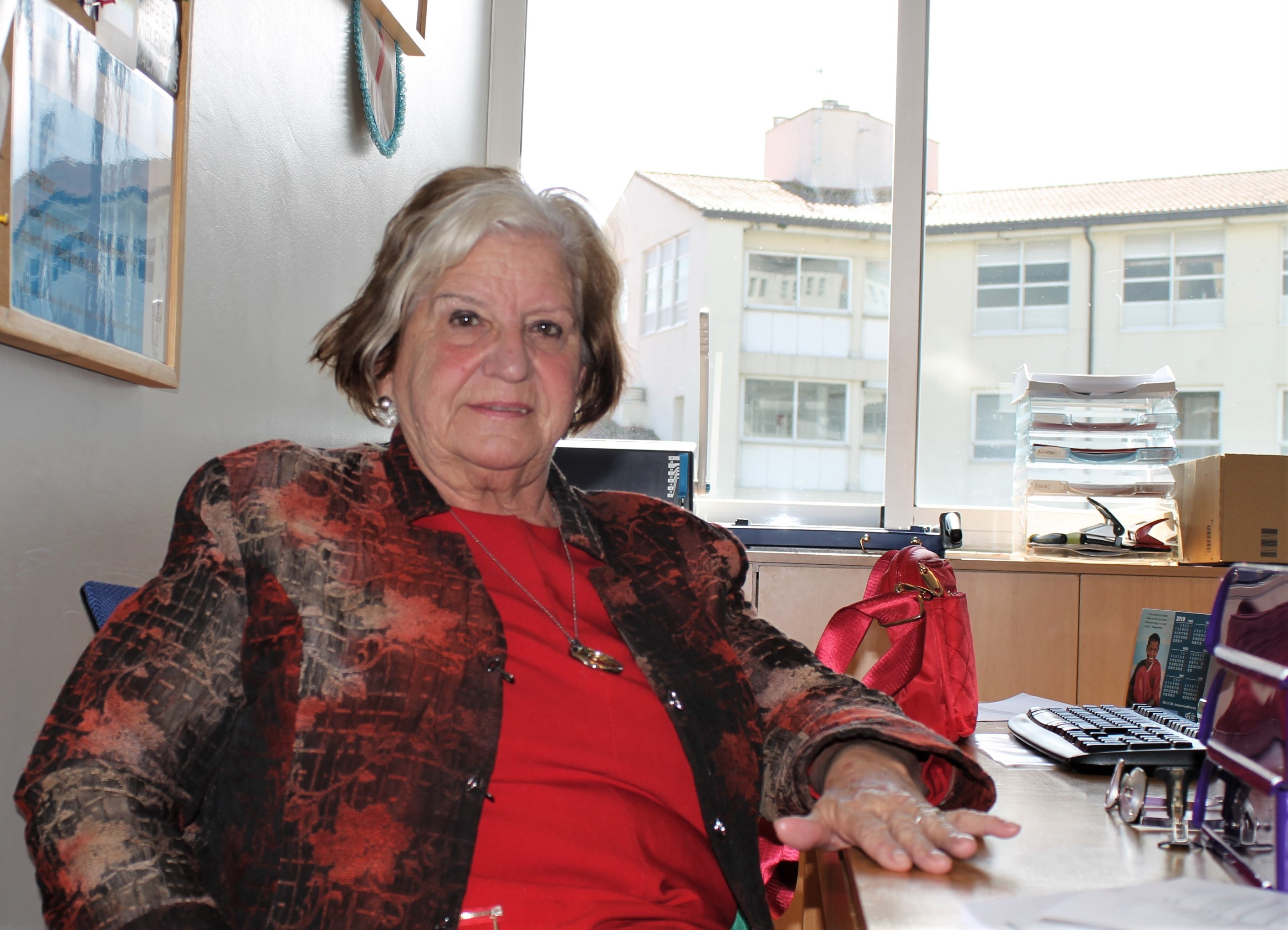
Carmen Avendaño, fundadora de Érguete.

## Trayectoria
Érguete tiene fines de interés general para la comunidad, encaminados a facilitar la incorporación sociolaboral de personas en riesgo o situación de exclusión social, con una metodología de trabajo fundamentada en la inserción y la prevención. Trabajan por generar oportunidades y prestar servicios, además de fomentar hábitos de vida saludables, teniendo siempre en cuenta la perspectiva de género.
Comenzaron proporcionando asistencia jurídica y social, pero las personas atendidas precisaban acompañamiento en su incorporación sociolaboral. De este modo, fue cómo se creó la Fundación Érguete-Integración en el año 1999, de la mano de asociación Érguete.

### Programas de intervención
La asociación dispone de  seis programas de intervención:
- Prevención: es el programa de información y orientación dirigido al colectivo educativo, incluyendo familias, alumnado y profesorado. Pretende anticiparse a las posibles situaciones de riesgo ante el consumo de drogas y otras adicciones. Abarca desde el tiempo de ocio, estudios, cultura, deportes y social en general, fomentando buenas prácticas de vida saludable y una amplia red de apoyo.

- SIORT: es un Servicio de Información y Orientación Socio-Jurídica integral dentro del campo de las conductas adictivas de riesgo.Ventura Fernández Fariña, fundador de Érguete en O Grove.[4]

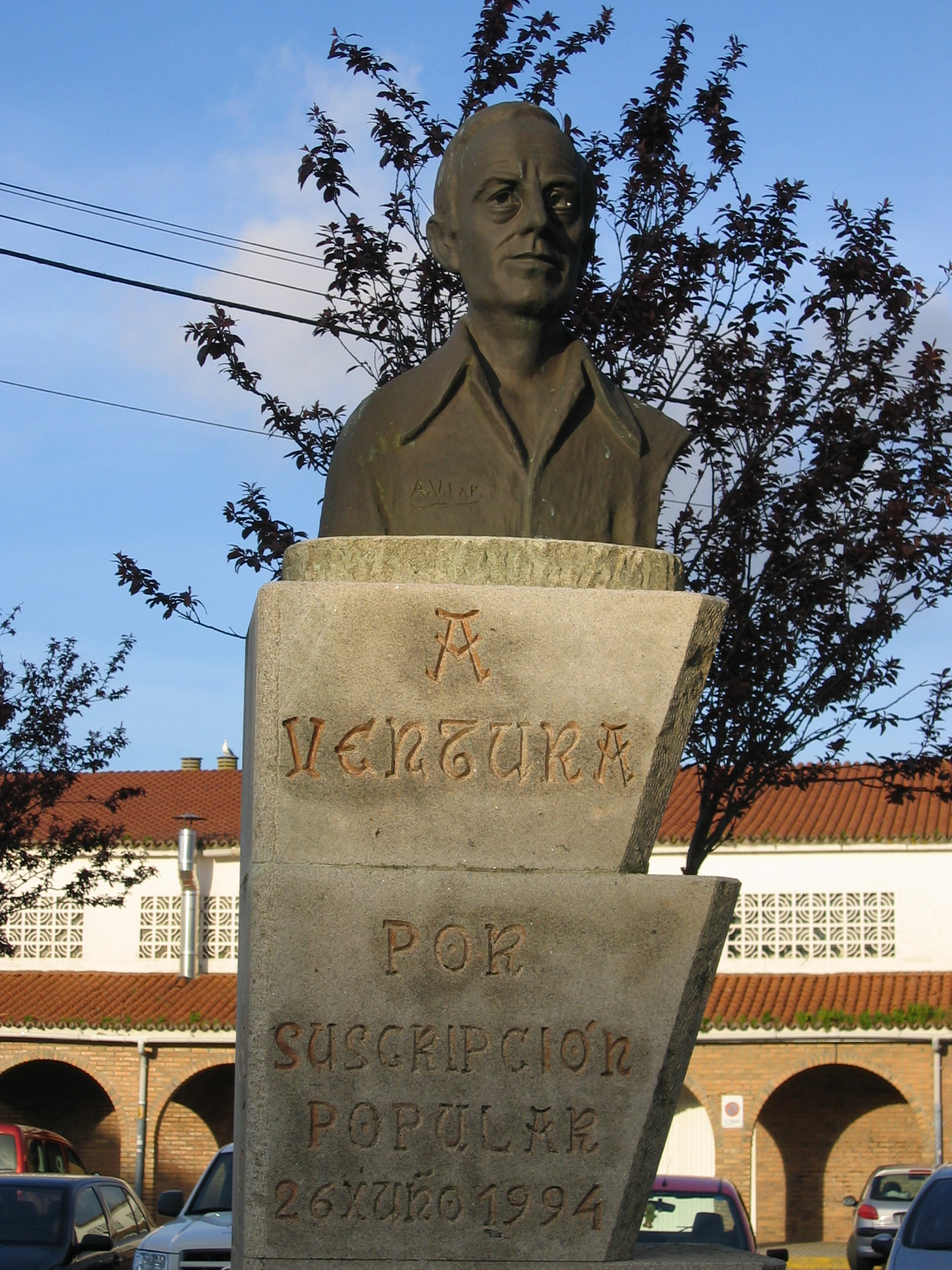
Ventura Fernández Fariña, fundador de Érguete en O Grove.

- El programa Viviendas de apoyo, está compuesto por tres viviendas de Vigo, donde se llevan a cabo actuaciones programadas con personas en riesgo de exclusión social, para darles la oportunidad de un ajuste personal e incorporación a la sociedad.

- Mírate: es un programa con perspectiva de género, dirigido a las mujeres privadas de libertad. Con una intervención socioeducativa, se trata de mejorar su calidad de vida. Tiene lugar en el Centro Penitenciario de A Lama y en las instalación de la Asociación.

- El PFIS, es un programa de intervención socio-educativa para: menores con problemas de conducta, en situación de cumplimiento de medidas judiciales y sin protección o por sanciones administrativas por tenencia de cánnabis; personas adultas que están cumpliendo condenas en prisión en 2º grado penitenciario, en 3º grado penitenciario, en régimen de semilibertad y/o con medidas alternativas a la privación de libertad. Proporcionan una intervención individualizada de cara a la reeducación y reinserción social.
- El AUTO-T, es un programa en el que participan personas internas clasificadas en primer grado de las prisiones de La Lama (Pontevedra) y Teijeiro (La Coruña), en el que si les dan herramientas para afrontar la vida con autonomía y confianza, para resolver conflictos y situaciones personales sin violencia. El objetivo es la reinserción personal y social.

### Actividades
Décadas después de su fundación, Érguete pone el foco en las nuevas tecnologías, los móviles, las redes sociales e internet,  procurando asesorar a las familias frente a la amenaza de la adicción digital.
En el año 2025, con motivo del cuadragésimo aniversario de la asociación, organizaron diversas actividades para todo el año, recordando la lucha contra la drogadicción y su legado.
La exposición Érguete. La huella e las madres, un grito que cambió la sociedad, inaugurada en febrero de 2025, en el Museo MARCO de Vigo, además de las obras de arte contemporáneo que participan en ella, ponen en contexto la época que dio origen a la asociación, mostrando materiales gráficos, objetos y documentos de archivo empleados en sus denuncias contra los narcotraficantes. Las comisarias de la exposición, Violeta Janeiro Alfageme y Mariña Carrasco destacaron que para ellas fue muy importante ese proyecto, teniendo cómo referentes esas madres, iniciadoras de Érguete.

## Premios y reconocimientos
A lo largo de su trayectoria la Asociación Érguete y la Fundación Érguete fueron reconocidas con numerosos premios:
- 1997: Premio León Felipe contra la droga.

- 2007: Medalla Castelao, de la Junta de Galicia.[9]
- 2021: Medalla de bronce al mérito social penitenciario, del Ministerio del Interior.
- 2023: Premio Buenas prácticas en servicios sociales, de la Diputación de La Coruña.